# Нижнетагильская епархия
Нижнетаги́льская епа́рхия — епархия Русской православной церкви, объединяющая приходы и монастыри в западной части Свердловской области (в границах Верх-Нейвинского, Верхнесалдинского, Верхнетагильского, Горноуральского Качканарского, Кировградского, Красноуральского, Кушвинского, Лесного, Невьянского, Нижнесалдинского, Нижнетагильского, Новоуральского округов и районов). Входит в состав Екатеринбургской митрополии.

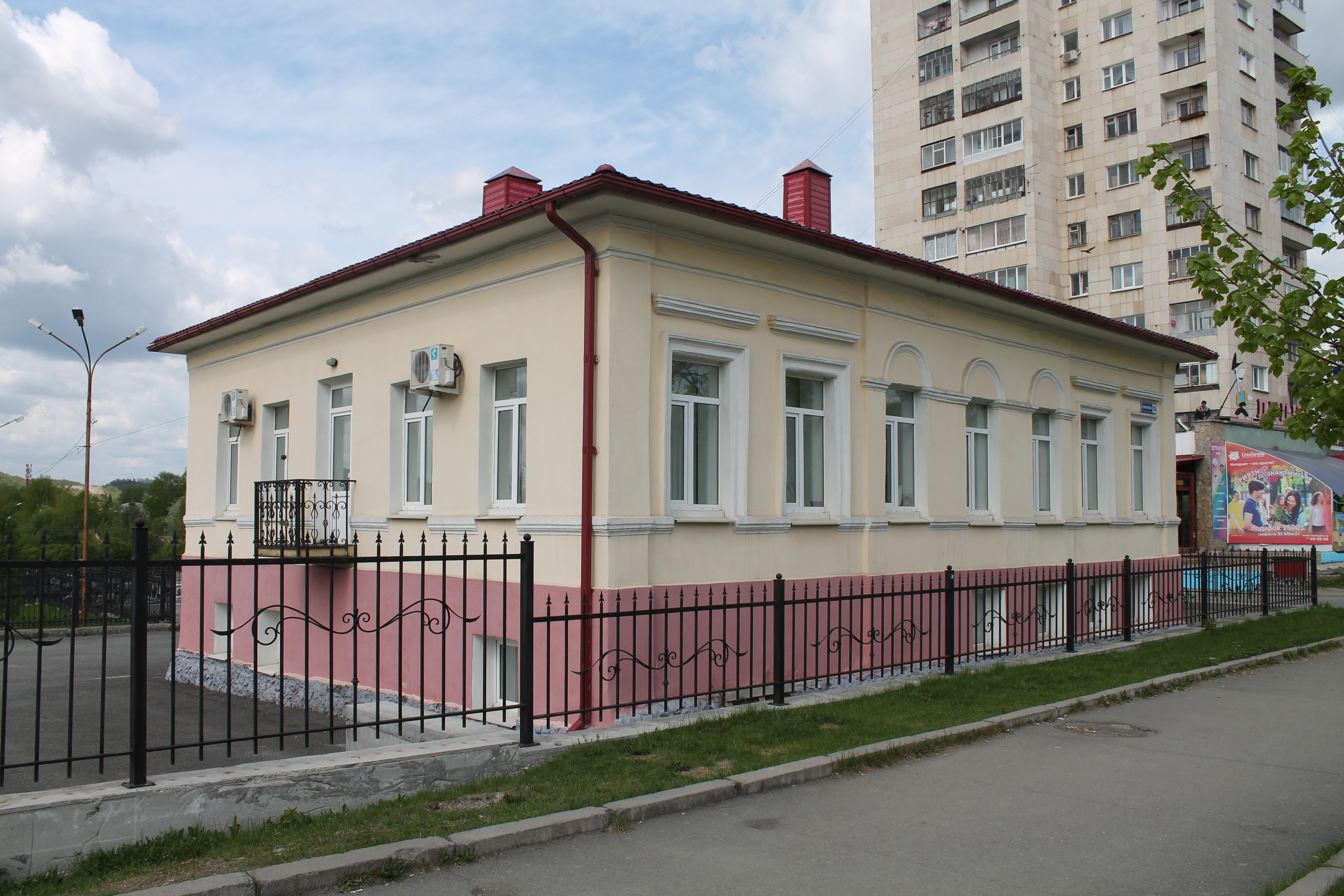
Здание управления Нижнетагильской епархии

## История
Вопрос о создании в Нижнем Тагиле епископской кафедры поднимался ещё весной 1922 года, но решён не был.
После ареста в августе 1922 года архиепископа Екатеринбургского Григория (Яцковского) многие, в том числе лучшие, храмы епархии стали передаваться обновленцам. В связи с этим остро встал вопрос об образовании Нижнетагильской кафедры. В декабре на съезде духовенства и мирян Нижнего Тагила был избран епископом протоиерей Леонид Черепанов, рукоположённый во епископа 8 февраля 1923 года.
Как следует из доклада уполномоченного по Екатеринбургской обновленческой епархии Уфимцева от 3 сентября 1924 года, Нижний Тагил и Шадринск в первой половине 1924 года были двумя городами Екатеринбургской епархии, где «тихоновщина открыто проявлялась»: «в тагильском округе кроме того до 24 приходов были зарегистрированы по уставу, в котором особым параграфом устанавливалась связь прихода с патриархом. На протесты мои против подобной регистрации гражд[анской] властью, видимо, не обращено никакого внимания: зарегистрированные в конце [19]23 г. и начале [19]24 г. общины благополучно существуют до сего времени».
Нижнетагильская епархия была образована определением Священного синода от 27 июля 2011 года путём выделения из Екатеринбургской и Верхотурской епархии. В неё вошли приходы и монастыри в административных границах Верхотурского (кроме города Верхотурье), Верх-Нейвинского, Верхнесалдинского, Верхнетагильского, Волчанского, Гаринского, Горноуральского, Ивдельского, Карпинского, Качканарского, Кировградского, Краснотурьинского, Красноуральского, Кушвинского, Лесного, Невьянского, Нижнесалдинского, Нижнетагильского, Нижнетуринского, Новолялинского, Новоуральского, Североуральского, Серовского, Сосьвинского округов и районов Свердловской области. Правящий архиерей носил титул Нижнетагильский и Серовский.
6 октября 2011 года Нижнетагильская, Екатеринбургская и Каменская епархии включены в состав новообразованной Екатеринбургской митрополии.
Определением Священного синода от 7 марта 2018 года из Нижнетагильской епархии выделена Серовская епархия; титул правящего архиерея изменён на Нижнетагильский и Невьянский.

## Епископы
Нижнетагильское викариатство Свердловской епархии
- Лев (Черепанов) (8 февраля 1923 — сентябрь 1927)
- Никита (Делекторский) (16 сентября 1927 — 31 октября 1928)

Нижнетагильская епархия
- Иннокентий (Яковлев) (19 августа 2011 — 14 мая 2018)
- Евгений (Кульберг) (14 мая 2018 — 25 августа 2020)
- Алексий (Орлов) (25 августа 2020 — 15 апреля 2021)
- Феодосий (Чащин) (15 апреля 2021 — 24 июля 2025)
- Евгений (Кульберг) (в/у с 25 июля 2025), митрополит Екатеринбургский и Верхотурский

## Благочиния
Епархия разделена на 5 церковных округов:
- Западное благочиние
- Монастырское благочиние
- Пригородное благочиние
- Центральное благочиние
- Южное благочиние

## Монастыри
- Скорбященский монастырь в Нижнем Тагиле (женский)
- Казанский монастырь в Нижнем Тагиле (мужской)
- Свято-Троицкий Всецарицынский монастырь в селе Тарасково Новоуральского округа (мужской)